# Sternoptyx pseudobscura
Sternoptyx pseudobscura är en fiskart som beskrevs av Baird, 1971. Sternoptyx pseudobscura ingår i släktet Sternoptyx och familjen pärlemorfiskar. Inga underarter finns listade i Catalogue of Life.